# Бањол сир Сез
Бањол сир Сез (фр. Bagnols-sur-Cèze) насеље је и општина у јужној Француској у региону Лангдок-Русијон, у департману Гар која припада префектури Ним.
По подацима из 2011. године у општини је живело 18.349 становника, а густина насељености је износила 584,92 становника/km². Општина се простире на површини од 31,37 km². Налази се на средњој надморској висини од 47 метара (максималној 268 m, а минималној 30 m).

## Демографија
| 1962.  | 1968.  | 1975.  | 1982.  | 1990.  | 1999.  | 2011.  |
| ------ | ------ | ------ | ------ | ------ | ------ | ------ |
| 12.905 | 16.468 | 17.534 | 17.602 | 17.872 | 18.103 | 18.349 |

График промене броја становника у току последњих година